# アリ・ディバンダリ
アリ・ディバンダリは、イランの漫画家、画家、グラフィックデザイナー、彫刻家かつジャーナリスト。
1957年生まれ。テヘラン大学でグラフィックスを専攻した。1975年以来、雑誌や新聞などにおいて作品を発表してきた。これまでに作品が展示された国は、フランス、コロンビア、イタリア、ベルギー、ポーランド、ドイツ、トルコ、キューバなど。

## 受賞
受賞歴には、マケドニア・スコピエの世界漫画ギャラリーで第3位 (1993年)、イタリアのボルディゲーラで特別賞 (1994年)、ベルギーのオレンで第4位 (1994年）、ベリンゲンで新聞賞 (1995年)、ポーランドで特別賞 (1997年)、トルコで第2位 (1998年)、クロアチアで特別賞 (1998年)、フランスのジュヴィニャックで第2位 (1999年)、ドイツのエキスポ2000で第2位 (2000年)、トルコのナスレッディン・ホジャ漫画コンテスト(英: Nasreddin Hodja Cartoon Contest)で特別賞 (2000年)、地中海漫画コンテスト・特別賞 (2001年)などがある。

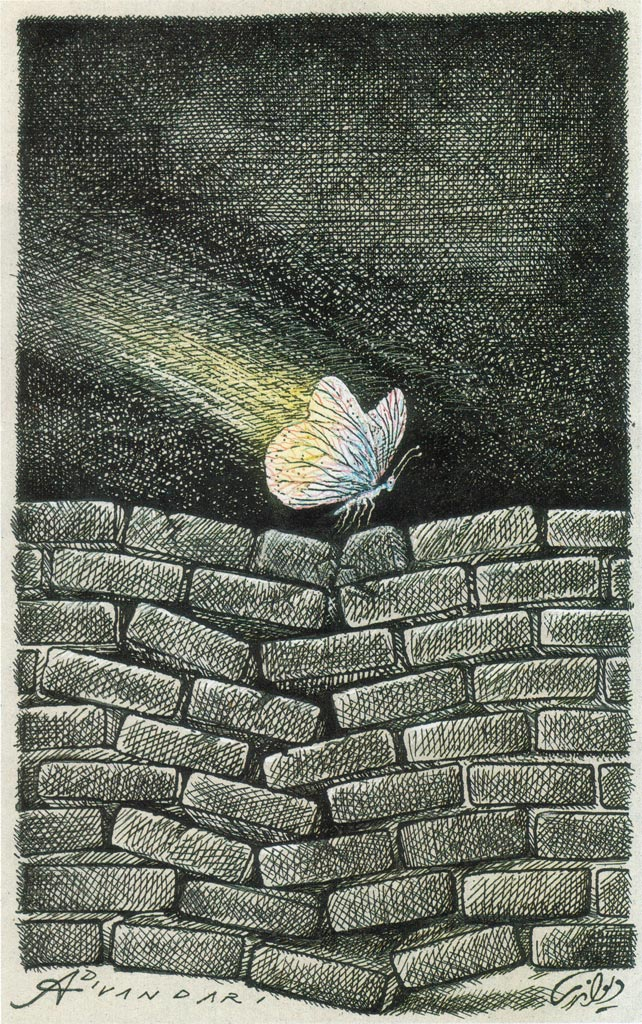
ディバンダリの漫画
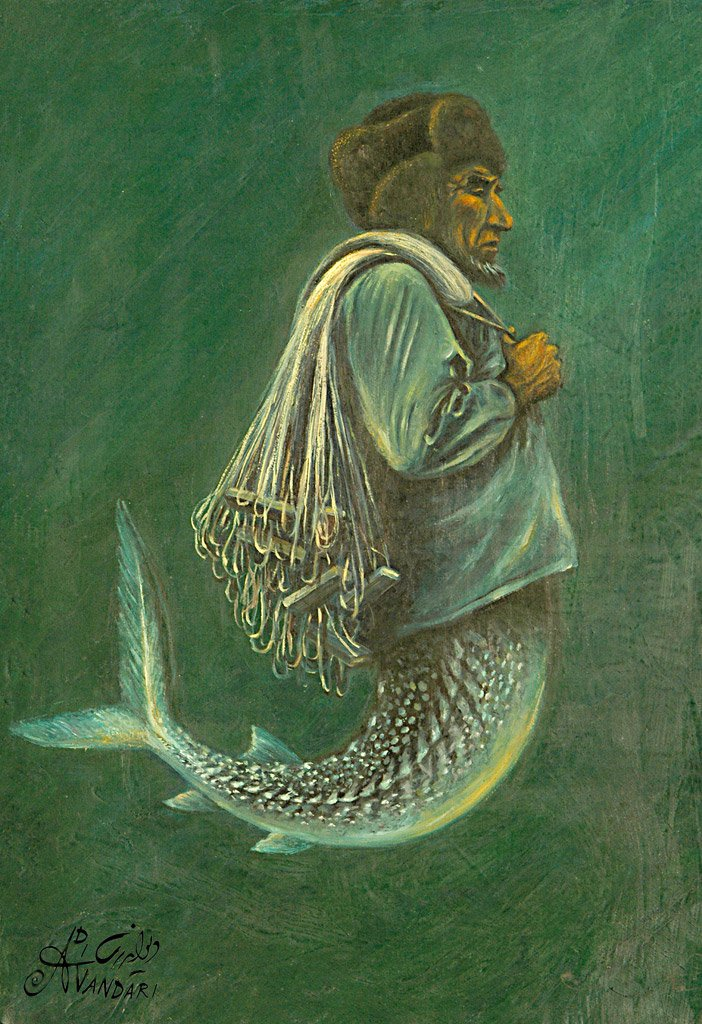
ディバンダリの絵画
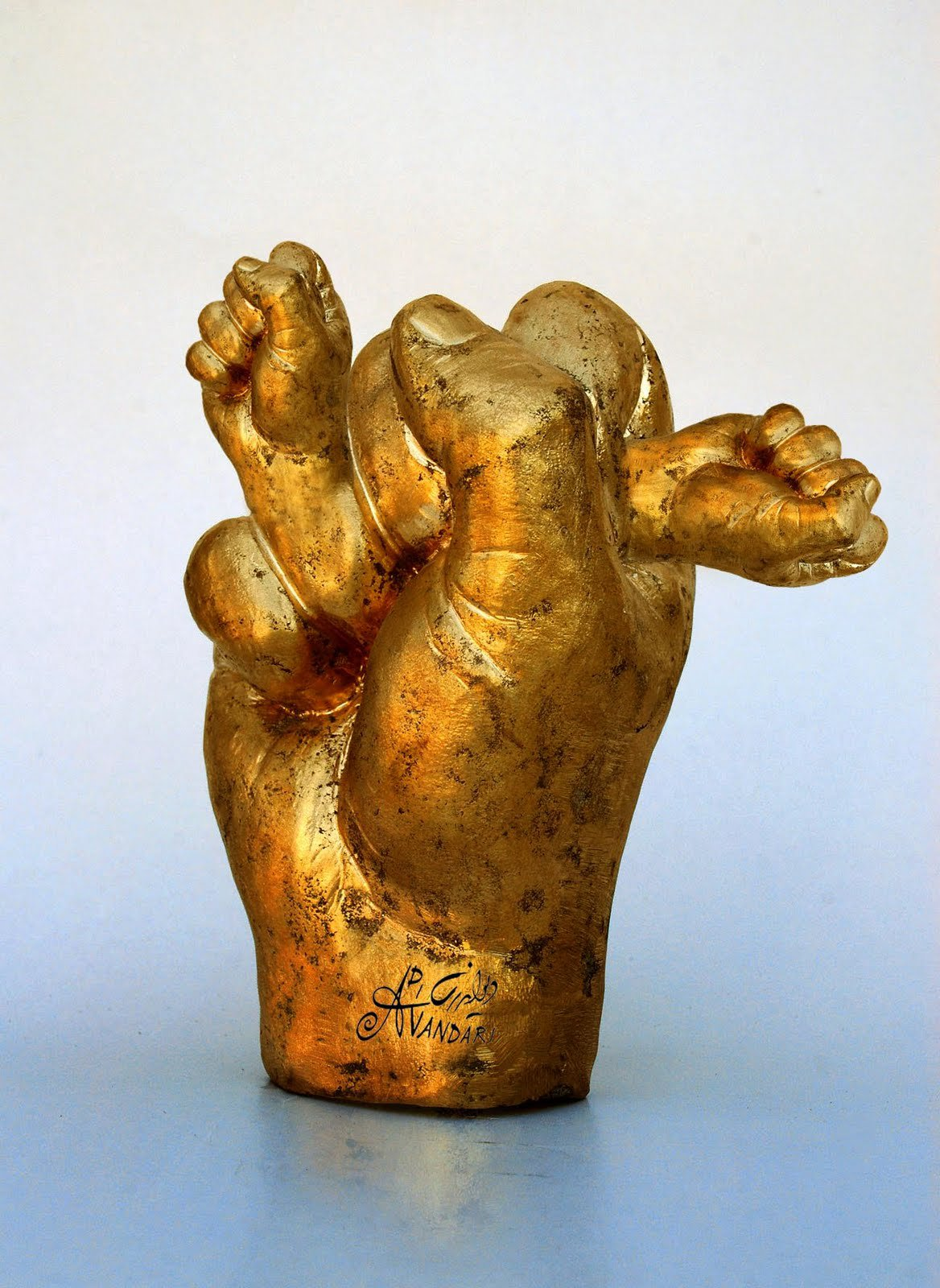
ディバンダリの彫刻
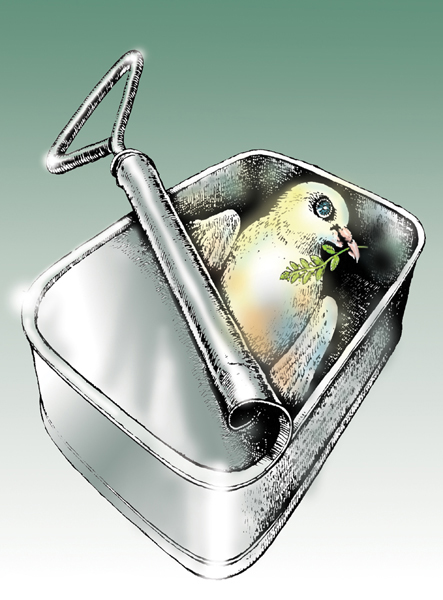
ディバンダリの漫画